# Trinidad Rollán
Trinidad Rollán Sierra (Madrid, 15 de enero de 1972) es una política española, alcaldesa de Torrejón de Ardoz entre 1999 y 2007.

## Trayectoria
Es licenciada en derecho y diplomada en Ciencias Políticas. En 1994 ingresó en el PSOE y en las Juventudes Socialistas. En 1995 fue concejala por la lista del PSOE y en 1997 asumió la Concejalía de Promoción Económica y Empleo.
Desde 1999 hasta el 2007 fue alcaldesa de Torrejón de Ardoz. 
Hasta diciembre de 2010 fue portavoz del grupo municipal del PSOE en el mismo ayuntamiento, en la oposición . Además formó parte de la comisión gestora del PSM en el verano de 2007.
El 28 de julio de 2007 fue elegida Secretaria de Infraestructuras y Transportes de la Ejecutiva Regional del Partido Socialista de Madrid PSM-PSOE que dirige el candidato a la presidencia de la comunidad Tomás Gómez.
En 2008 formó parte de la candidatura del PSOE por Madrid al Congreso de los Diputados, en el puesto número 23 en las elecciones Generales de 2008, que ganó José Luis Rodríguez Zapatero. 
El 3 de septiembre de 2008 se celebró el 11 Congreso del PSM-PSOE donde Tomás Gómez Franco fue elegido Secretario General del Partido Socialista de Madrid  y se anunció su nombramiento como nueva Secretaria de Organización del PSM y, durante el 37.º congreso del PSOE, fue nombrada para el Comité Federal.
En el año 2011 fue condenada por el Tribunal Superior de Justicia de Madrid (TSJM) a 8 años de inhabilitación especial por prevaricación en 2001 en Torrejón de Ardoz, mientras era alcaldesa de dicha localidad al firmar junto a 13 concejales un convenio urbanístico ilegal.
En el año 2012 fue absuelta por el Tribunal Supremo determinando que «no es posible examinar ahora otras posibles razones para calificar los hechos como constitutivos de prevaricación».